# Motorcraft

Logo Motorcraft

Motorcraft è un marchio di pezzi di ricambio della Ford Motor Company.

## Storia
Ford lanciò la divisione nel 1972 rimpiazzando la precedente Autolite come parti di ricambio originali Ford. Autolite continuò comunque ad esistere. Motorcraft venne fondata negli anni'50 ma messa da parte dalla Ford una volta acquisita la Autolite.

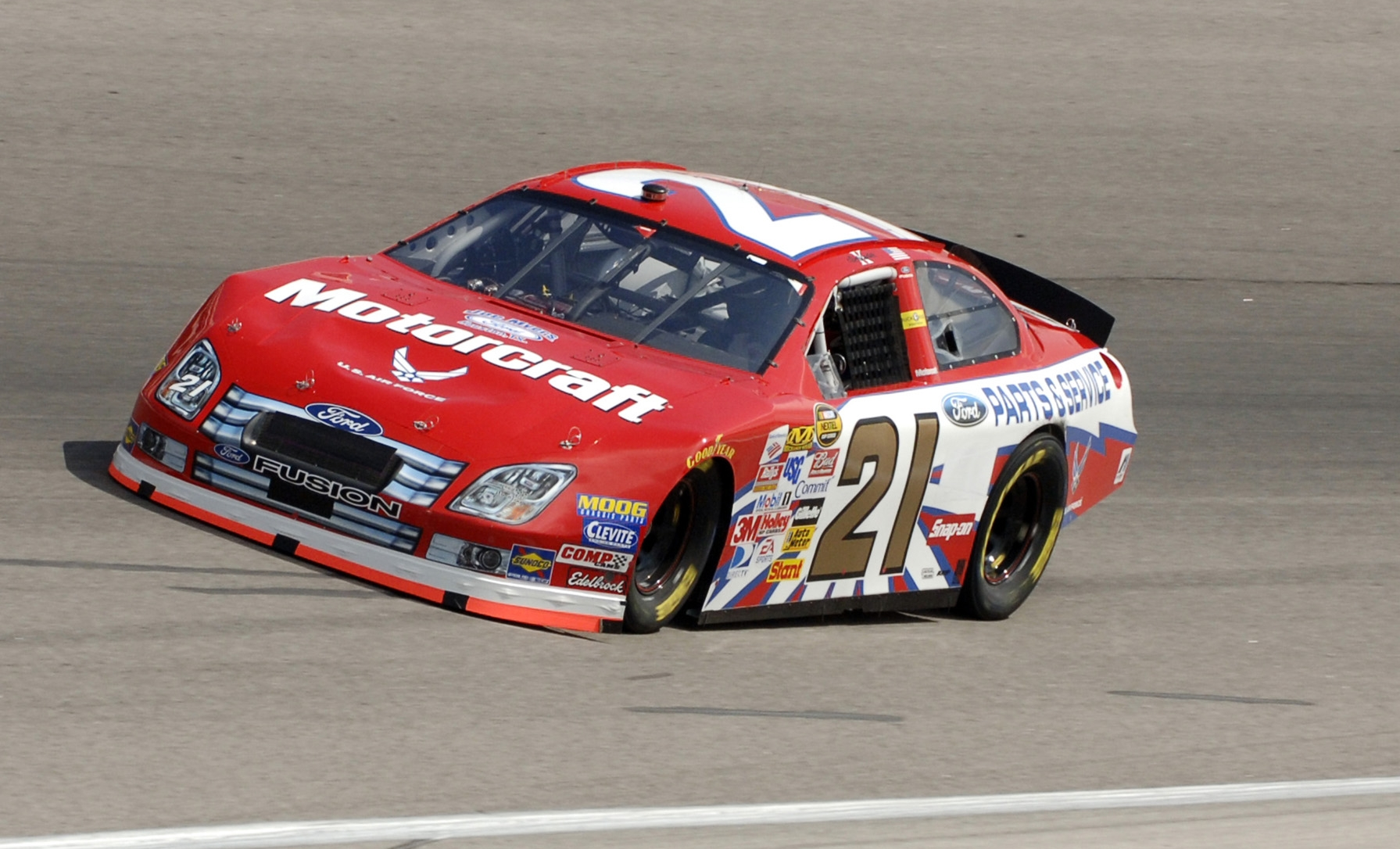
Motorcraft come sponsor NASCAR

Le parti di ricambio sono in uso sui veicoli Lincoln Motor Company, Mercury, e Ford Motor Company. Alcuni articoli sono disponibili anche per marchi non del gruppo Ford. 
Viene anche commercializzato olio motore a marchio Motorcraft. Inoltre dal 1987, Motorcraft vende olio per cambi automatici a marchio MERCON.